# Sinemorets Hill
Sinemorets Hill är en kulle i Antarktis. Den ligger i Sydshetlandsöarna. Argentina, Chile och Storbritannien gör anspråk på området. Toppen på Sinemorets Hill är 64 meter över havet.
Terrängen runt Sinemorets Hill är varierad. Havet är nära Sinemorets Hill åt sydväst. Trakten är glest befolkad. Närmaste befolkade plats är St. Kliment Ohridski Base, 0,92 kilometer nordost om Sinemorets Hill. 